# 직기

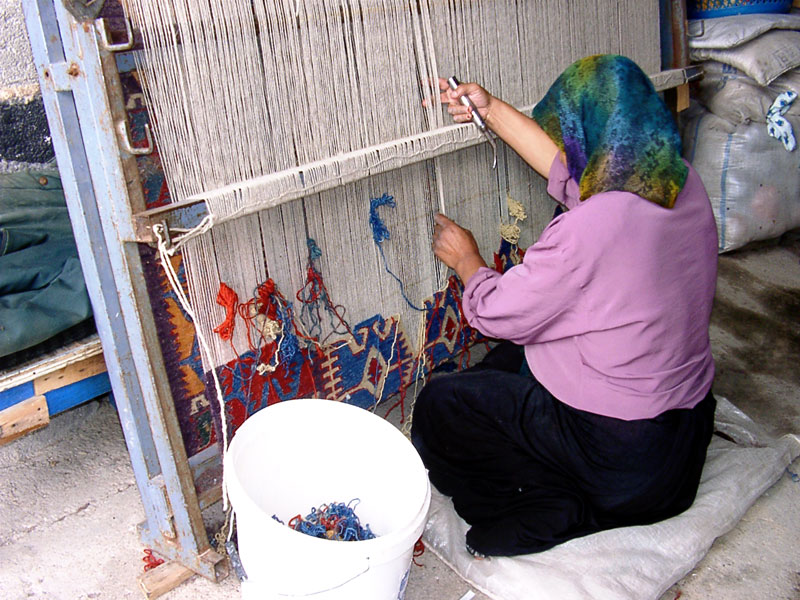
직기

직기(織機, 영어: loom)는 실을 이용하여 옷감을 짜는 기계이다.

## 자동직기
실에서 직물을 만드는 기계로서는 산업혁명 당시 역직기(力織機)가 만들어졌다. 또 1925년에는 자동직기가 나왔다. 자동직기에서는 씨실이 끊어지거나 없어지거나 할 때에는 자동적으로 새로운 것과 교환되고, 또 날실이 끊어졌을 때는 자동적으로 정지하도록 되어 있다.새틀(씨실이 들어간 북)의 왕복횟수도 매분 60회 정도에서 시작되어 100∼200회로 늘어나, 특수한 예에서는 매분 300회 가까운 것도 만들어지고 있다. 또 무늬를 짤 때에는 능직물(綾織物)이나 수자직물 등 간단한 것에 대해서는 날실의 상하운동 등에 연구를 가해서 짜진다.
꽃모양 등 복잡한 것은 모양에 맞추어 날실의 상하운동을 한 가닥 씩 제어하여 날실·씨실의 조합을 할 필 
이것을 위하여 고안된 것이 자가드로서, 100년 이상의 긴 역사를 가지고 있다. 자가드에서는 구멍이 뚫린 판자를 써서 날실의 움직임을 자유자재로 조정한다.
이 원리는 펀치카드로서 현재 전자계산기의 기초 기술이 되어 있다고 한다. 또 최근 전혀 새로운 기술로서 개발된 것에 제트룸(제트식직기)이 있다.
이것은 종래의 직기가 씨실의 목관(木管)을 좌우에서 교대로 날실 사이에 꼽아 넣었는 데 반해 공기나 물의 제트로 불어 넣도록 한 것이다.
이에 의하여 꼽아 넣는 속도가 빨라지고 심한 소음이 없어지며, 실이 끊기는 일도 적어져서, 제품의 품질이 향상됨과 동시에 능률도 높아졌다.

## 같이 보기
- 실
- 방추